# Junko Hagiwara
Junko Hagiwara (Kawasaki, c. 1976), conocida artísticamente como La Yunko, es una bailaora japonesa. Se convirtió en la primera persona no española en ganar el certamen de baile flamenco del Festival de Las Minas de La Union.

## Trayectoria
En 2002 se mudó a Sevilla.Obtuvo una beca del gobierno de Japón en la Fundación Arte Flamenco. Estudió flamenco con Milagros Menjíbar, Carmen Ledesma, La Debla, Soraya Clavijo, Yolanda Lorenzo y Úrsula López, José Galván y El Torombo, entre otros. Formó parte de la Compañía Ballet de Yoko Komatsubara. Se convirtió en profesora de baile flamenco en Andalucía, Japón y China.
Ha actuado como bailaora en el Teatro Central de Sevilla, en el Teatro Lope de Vega y en la Expo de Zaragoza. También actuó en la Bienal de Sevilla, donde actuó como bailaora en el ciclo flamenco paralelo Peñas de guardia, y en la Tertulia Flamenca Badía de Sevilla. Como solista participó en el XXXIII Festival Flamenco Juan Talega, que también tenía en el cartel a El Cabrero, Arcángel y Jesús Méndez. Además, participó en el festival Guirijondo, de artistas flamencos de fuera de España, que se celebra en Palomares del Río, y donde actuaron el cantaor marsellés José de la Negreta, el japonés Hiroshi Koyano, los guitarristas neerlandeses Tino van Der Sman y Yus Wieggers o Kotoha Setoguchi y Andi Hido, alumnos japoneses de baile y guitarra la Fundación Cristina Heeren.

## Reconocimientos
Fue reconocida como la mejor bailaora con el Premio Sarmiento Flamenco al Baile de la peña La Parra Flamenca de Huétor Vega, en Granada. En 2009, ganó el segundo Premio en el Concurso Nacional de Arte Flamenco Ciudad de Ubrique y, al año siguiente, obtuvo el primero Premio en XVI Concurso Nacional Cante, Baile y Toque Aniya La Gitana de Ronda. En 2011, en el XIV Concurso Nacional de Baile por Alegrías ganó el premio a la mejor coreografía.
En 2024 fue reconocida con El Desplante, considerado el galardón de baile más alto del Festival de Las Minas de La Union, convirtiéndose en la primera persona de fuera de España en obtener este premio. El premio estaba dotado con 6.000 euros.